# 건 크레이지
건 크레이지(Gun Crazy, 다른 이름: Deadly Is the Female)는 미국에서 제작된 조셉 H.  루이스 감독의 1950년 범죄, 드라마, 느와르, 멜로/로맨스 영화이다. 페기 커민스 등이 주연으로 출연하였고 프랭크 킹 등이 제작에 참여하였다.
1998년, 이 영화는 미국 국립영화등기부의 보존물로 선정되었다.

## 출연

### 주연
- 페기 커민스
- 존 달

### 조연
- 베리 크뢰거
- 모리스 카노브스키
- 애나벨 쇼우
- 해리 루이스
- 네드릭 영
- 트레버 바뎃
- 믹키 리틀
- 러스 탬블린
- 폴 프리슨
- 데이브 베이어
- 스탠리 프레거
- 앤 오닐
- 돈 베도
- 로버트 오스텔로
- 해리 헤이든
- 찰스 맥그로우
- 레이 틸

## 제작진
- 미술: 고든 윌즈
- 의상: 노마 코치